# Freudenberg (Oberpfalz)
Freudenberg település Németországban, azon belül Bajorországban. Lakosainak száma 4123 fő (2023. december 31.).

## Népesség
A település népessége az elmúlt években az alábbi módon változott:
| Lakosok száma | 3073 | 3238 | 4182 | 4203 | 4229 | 4195 | 4152 | 4175 | 4138 | 4123 |
|               | 1970 | 1975 | 2011 | 2012 | 2014 | 2015 | 2017 | 2019 | 2022 | 2023 |